# Endoskopia

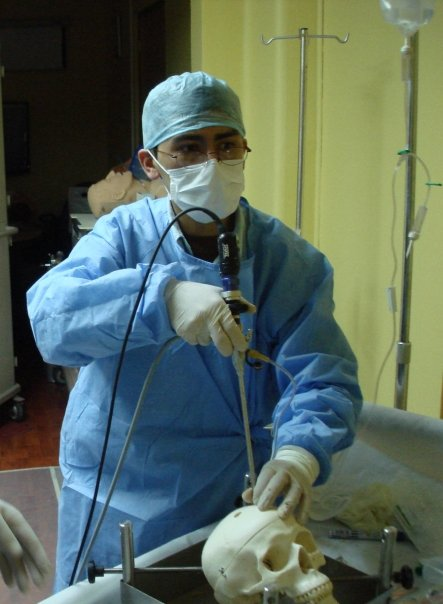
Endoskopia

Endoskopia – ogólna nazwa zabiegów diagnostyczno-leczniczych w medycynie i w weterynarii, polegających na badaniu wnętrza ciała przy wykorzystaniu aparatów, zwanych endoskopami, umożliwiających doprowadzenie światła oraz optyki do wnętrza przewodu pokarmowego, oddechowego oraz jam ciała, np.: jamy otrzewnej, jamy opłucnej.
Badania endoskopowe polegają na wprowadzaniu do wnętrza ciała pacjenta części endoskopu, zwanej sondą, zawierającą światłowód do oświetlenia badanego pola, obrazowód – przekazujący obraz z wnętrza badanego narządu oraz kanał narzędziowy służący do wprowadzenia specjalnych narzędzi służących do pobierania materiału do badań i wykonywania zabiegów).

## Historia
Już w czasach starożytnych ówcześni lekarze starali się zaglądać do dostępnych wzrokowi ludzkiemu obszarów ciała. Należą do nich jama ustna i gardło, nos, ucho, pochwa i częściowo odbyt (w pismach Hipokratesa znajdują się opisy anoskopii – wziernikowania odbytu jak i operacji w tym rejonie wykonywanych pod kontrolą anoskopów). Źródłem światła było światło słoneczne odbite od lustra. Współczesną pochodną owych technik jest lusterko czołowe laryngologa.
Pierwsze urządzenia celowo wykonane w celu endoskopii powstały w początkach XIX w. Najczęściej używano ich do badania pęcherza moczowego. Filip Bozzini (1773-1809) we Frankfurcie wykorzystał światło lampy gazowej w celu oświetlenia badanych endoskopem narządów. Badano najczęściej pochwę, odbytnicę i dolną część gardła. Rozwój optyki i mechaniki precyzyjnej pozwolił na konstruowanie coraz lepszych endoskopów. Pozwoliło to Adolfowi Kussmaulowi (1822-1902) z Fryburga w Niemczech na wykonanie w 1886 pierwszej gastroskopii. Pacjentem był zawodowy połykacz noży z cyrku. Wielkie zasługi dla rozwoju gastroskopii położył Jan Mikulicz-Radecki (1850-1905), który pracując wówczas w Wiedniu, konstruował wraz z inżynierami nowe typy endoskopów wykonując liczne badania górnego odcinka przewodu pokarmowego. W 1881 opisał on gastroskopię, w czasie której rozpoznał raka żołądka. W konkluzji artykułu stwierdził, iż spodziewa się, że dzięki gastroskopii będzie można tę chorobę rozpoznawać w mniej zaawansowanych stadiach. Istotnie w latach 60. XX wieku w Japonii powstało pojęcie „raka wczesnego” możliwego w praktyce do rozpoznania tylko endoskopowo. Urządzenie Mikulicza posiadało na końcu żarówkę elektryczną.
Pod koniec XIX wieku rozwój endoskopii został nieco wstrzymany przez wprowadzenie do medycyny odkrytych w 1895 przez Wilhelma Roentgena promieni X. Endoskopia powodowała wiele jatrogennych uszkodzeń przełyku i gardła, gdyż nie całe badanie (głównie wprowadzanie aparatu) odbywało się pod kontrolą wzroku badającego.
Mimo tego endoskopia rozwijała się i zaczęto wprowadzać niebędące już sztywnymi rurami, a posiadające pewną giętkość (dzięki przegubom). Pierwszy prawdziwie giętki endoskop wprowadzili w roku 1932 Rudolf Schindler (1888-1968) i Georg Wolf (1873-1938). W roku 1940 Bruce Kenamore wyprodukował endoskopowe kleszcze biopsyjne do pobierania materiału do badań histopatologicznych. Opisane endoskopy opierały się na systemie soczewek i źródle światła w końcówce aparatu. Ograniczało to w znacznym stopniu giętkość aparatu i zakres możliwych badań. W maju 1957 Basil Hirschowitz na spotkaniu Amerykańskiego Towarzystwa Gastroskopowego w Colorado Springs przedstawił endoskop zbudowany z włókien światłowodowych, kilka lat później ulepszony przez wprowadzenie tzw. zimnego światła czyli silną żarówkę położoną poza aparatem, której światło przewodzone było do obiektu badanego także poprzez światłowody. Otworzyła się nowa era endoskopii. Następnym krokiem było wprowadzenie w latach 90. XX w. videoendoskopów, gdzie rezygnuje się ze światłowodów na rzecz miniaturowej kamery CCD, umieszczanej na wprowadzanym do pacjenta końcu endoskopu.
Obecnie używane są również sztywne endoskopy (rigid endoscopes), które w kanale zawierają serię soczewek. Dają one obraz znacznie lepszej jakości niż endoskopy światłowodowe, ale stosuje się je głównie w laparoskopach i artroskopach.

## Badania endoskopowe

### Badania układu oddechowego
Bronchoskopia – badanie wnętrza tchawicy i oskrzeli, umożliwia wykrycie zmian chorobowych w obrębie tych narządów (zwężeń, guzów, nacieków nowotworowych lub zapalnych). Możliwe jest również pobieranie próbek wydzieliny z oskrzeli oraz przy użyciu specjalnych narzędzi pobranie wycinków błony śluzowej do badań histopatologicznych, cytologicznych i bakteriologicznych.
Aktualnie wykonuje się badanie bronchoskopowe przy użyciu giętkiego wziernika – fiberoskopu, a badanie takie nazywa się bronchofiberoskopią.
Pierwszy opis badania bronchoskopowego przy pomocy sztywnego brochoskopu podał w 1897 Gustav Killian, a badanie z użyciem giętkiego bronchofiberoskopu zostało po raz pierwszy wykonane w 1967 przez Ikedę w Japonii.
Badanie wykonuje się u chorego leżącego na plecach lub w pozycji siedzącej. Obowiązuje wykonanie znieczulenia miejscowego łuków podniebiennych, tylnej ściany gardła, krtani i dróg oddechowych poniżej krtani roztworem lidokainy. Dodatkowo stosuje się także tak zwaną płytką sedację podając badanemu dożylnie fentanyl lub midazolam.
W trakcie badania monitoruje się saturację (pulsoksymetria) i w przypadkach spadków saturacji dodatkowo podaje się tlen. W trakcie badania bronchoskopowego musi być zapewniony sprzęt do resuscytacji.
Do obejrzenia jamy nosowo-gardłowej używa się także fiberoskopu. Badanie zaś, pozwalające na obejrzenie migdałków, języczka, jamy nosowej i gardłowej, nazywane jest fiberoskopią. Do jego wykonania nie jest potrzebne znieczulenie, gdyż jest bezbolesne i proste. Sonda, kalibru minimalnie większego od wkładu do długopisu, wprowadzana jest przez gardło lub nos.
W trakcie i po bronchoskopii mogą wystąpić powikłania: uszkodzenie strun głosowych, uszkodzenie krtani, tchawicy, oskrzela, Odma opłucnowa, skurcz oskrzeli.
Laryngoskopia – badanie krtani.
Stroboskopia – umożliwia badanie tylnej ściany części krtaniowej gardła oraz obejrzenie z góry nagłośni. Stroboskop jest sztywną, metalową rurą, badanie nim może spowodować odruch wymiotny, ale nie wymaga znieczulenia.

### Badania przewodu pokarmowego
Gastroskopia (inaczej panendoskopia) – badanie górnego odcinka przewodu pokarmowego. Umożliwia diagnostykę schorzeń przełyku, żołądka i dwunastnicy, takich jak wrzody żołądka i dwunastnicy, nowotwory, a także pobieranie wycinków błony śluzowej do badań histopatologicznych i tamowanie niewielkich krwawień.
- ezofagoskopia – wziernikowanie przełyku,
- gastroskopia – wziernikowanie żołądka,
- gastroduodenoskopia – wziernikowanie żołądka i dwunastnicy,
- duodenoskopia – wziernikowanie dwunastnicy,
- intestinoskopia – wziernikowanie jelita czczego.

Kolonoskopia – badanie jelita grubego (okrężnicy).
Dzieli się ona zależnie od zaawansowania badania na
- anoskopię – wziernikowanie końca odbytnicy,
- rektoskopię – wziernikowanie odbytnicy,
- rektoromanoskopię – rektoskopię rozszerzoną o końcowy odcinek esicy,
- sigmoidoskopię – rektoskopię rozszerzoną o esicę,
- kolonoskopię – badanie całego jelita grubego.

Endoskopowa cholangiopankreatografia wsteczna – badanie umożliwiające diagnostykę schorzeń dróg żółciowych.
Endoskopia kapsułkowa – badanie umożliwiające diagnostykę całego jelita cienkiego. W odróżnieniu od innych badań endoskopowych, nie używa się do tego celu fiberoskopu w postaci giętkiej rury. Pacjent połyka metalową kapsułkę, zawierającą w sobie miniaturową kamerę, która, przechodząc przez przewód pokarmowy pacjenta, wykonuje ok. 50000 zdjęć. Zdjęcia te są przekazywane do urządzenia zamocowanego na brzuchu pacjenta. Po przejściu przez układ pokarmowy, kapsułka jest wydalana. Zaletą tego badania jest możliwość wglądu do całego jelita cienkiego trudno- lub niedostępnego dla klasycznych giętkich endoskopów, natomiast wadą jest niemożność pobierania wycinków do badań histopatologicznych.

### Inne badania endoskopowe
Artroskopia – wziernikowanie stawu, np. kolanowego.
Kolposkopia – wziernikowanie pochwy i szyjki macicy. Służy do oceny nieprawidłowości w obrębie pochwy i szyjki macicy.
Cystoskopia – wziernikowanie pęcherza, cewki moczowej, moczowodów oraz prostaty (u mężczyzn). Przez cewkę moczową wprowadza się cystoskop, umożliwiający oglądanie jej wnętrza. Celem tego badania może być rozpoznanie zakażeń, polipów, nowotworów złośliwych, kamicy nerkowej.
Laparoskopia – badanie wnętrza jamy otrzewnej, np. żołądka, wątroby, żeńskich organów płciowych, itp. Endoskop wprowadza się w tym przypadku przez niewielkie nacięcie brzucha.
Endoskopia igłowa, np. endoskopia oczna, angioendoskopia, korzystająca z ultracienkich włókien optycznych, umożliwiających oglądanie np. wewnętrznych struktur oka czy zastawek serca i naczyń wieńcowych.

## Operacje endoskopowe
Endoskopia, oprócz oglądania wnętrza narządów, umożliwia również wykonywanie niektórych operacji, takich jak polipektomia (usunięcie pojedynczego polipu np. z jelita grubego), papillotomia (nacięcie brodawki Vatera z przecięciem zwieracza Oddiego), appendektomia (wycięcie wyrostka), cholecystektomia (wycięcie pęcherzyka żółciowego), usunięcie kamieni z przewodów żółciowych, splenektomia (wycięcie śledziony), tamowanie niewielkich krwawień np. z wrzodów żołądka lub przełyku.

## Literatura
- From the Lumen to the Laparoscope; Irvin M Modlin; Mark Kidd; Kevin D Lye Archives of Surgery; Oct 2004; 139, 10;